# Glitne

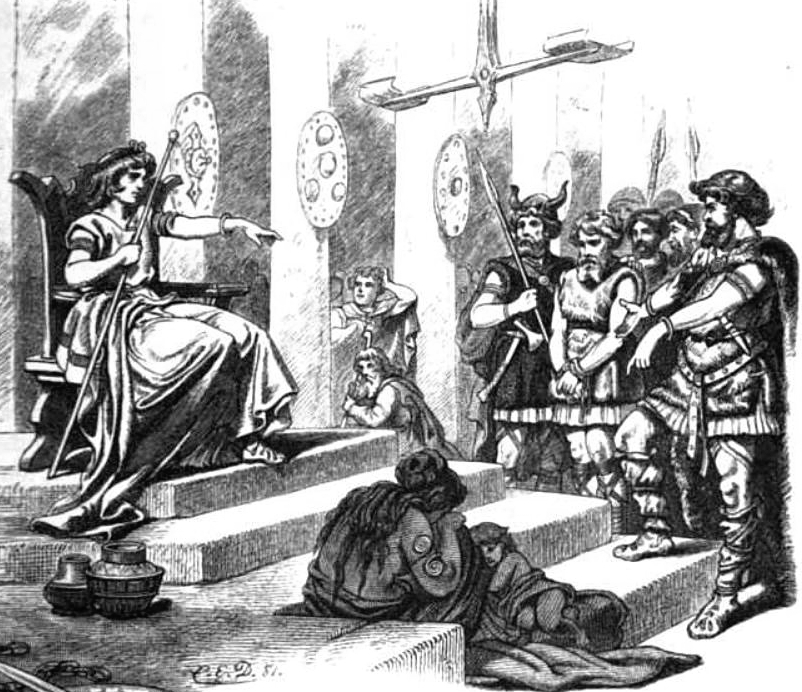
Forseti i Glitnir.

Glitne (norröna: Glitnir, ”den lysande”) var i nordisk mytologi guden Forsetes boning i Asgård. ”Där är väggar och poster och stolpar av rött guld, och taket av silver”, skriver Snorre Sturlasson i Gylfaginning, kapitel 17. I kapitel 32 av samma skrift berättas följande om Forsete: ”Han har en sal i himlen som heter Glitne, och alla som kommer dit med svåra tvister är förlikade när de beger sig därifrån. Det är den bästa domplatsen hos gudar och människor.”
Glitne är den tionde av de gudasalar som beskrivs i Grímnismál:
| Glitnir er inn tíundi, hann er gulli studdr ok silfri þakðr it sama; en þar Forseti byggir flestan dag ok svæfir allar sakir. | Den tionde är Glitne, med guld är den stöttad, av silver är salhusets tak; Forsete finns där de flesta dagar och medlar i alla mål. |  |

Glitnir var symbolen för hur viktigt det är att diskutera hellre än att ta till våld.

## StjärnbildenGlitnir
Det är tolv himmelska gudaboningar som uppräknas i Grímnismál. Att dessa skulle motsvara de tolv stjärnbilderna i zodiaken är en hypotes som först framkastades av mytforskaren Finnur Magnússon, 1821, men senare vidareutvecklades av Sigurd Agrell. I de flesta fall gjorde Magnússon och Agrell samma tolkningar, men i några fall var de oeniga. Medan Magnússon trodde att Glitnir skulle motsvara Jungfruns stjärnbild kom Agrell fram till att Glitnir var identisk med Skorpionen. (Det var i stället Frejas boning i Folkvangr som enligt Agrell motsvarade Jungfrun.)